# Mysmena shibali
Espèce
Mysmena shibali est une espèce d'araignées aranéomorphes de la famille des Mysmenidae.

## Distribution
Cette espèce est endémique du Yunnan en Chine,. Elle se rencontre dans les xians de Fugong, de Longling et de Gongshan.

## Description
La femelle holotype mesure 0,94 mm.
Le mâle décrit par Zhang, Li, Lin, Li, Yao et Zhang en 2023 mesure 0,76 mm et la femelle 1,32 mm.

## Systématique et taxinomie
Cette espèce a été décrite par Miller, Griswold et Yin en 2009.

## Étymologie
Son nom d'espèce lui a été donné en référence au lieu de sa découverte, la forêt de Shibali.

## Publication originale
- Miller, Griswold & Yin, 2009 : « The symphytognathoid spiders of the Gaoligongshan, Yunnan, China (Araneae, Araneoidea): Systematics and diversity of micro-orbweavers. » ZooKeys, no 11, p. 9-195 (texte intégral).